# Château de Forges
Ne doit pas être confondu avec Château de Forges-les-Bains.
Le château de Forges est une ancienne demeure fortifiée, du XVe siècle, qui se dresse, dans l'ancienne province du Berry, sur la commune de Concremiers dans le département de l'Indre, en région Centre-Val de Loire.
Le château de forges fait l’objet d’un classement au titre des monuments historiques par arrêté du 26 octobre 1964.

## Localisation
Fondé à l'emplacement d'une ancienne motte surplombant la rive gauche de l’Anglin sur laquelle était aménagé un gué, cette maison forte faisait partie d'un ensemble d'édifices militaires destiné à protéger la limite sud du Berry des invasions anglaises.

## Historique
Au milieu du XIVe siècle, le château et la seigneurie entrent par héritage dans la famille picarde des Tyrel, sires de Poix. Par lettres patentes du 4 mai 1442, Jehan de Poix, échanson de Charles VII, reçoit du roi « pour les bons services de notre dict échanson, nous a fait le temps passé, tant en fait de nos guerres que en son dict office », l’autorisation de « fortifier et remparer le dict lieu de Forges, et d’y faire fossés, murs, tours, paliz, pont-levier, barbacane ». Les fossés et le pont-levis ont disparu depuis.
Forges reste près de trois siècles dans la même famille jusqu’à Marguerite de Poix, qualifiée dame de Forges dans divers compromis. Cette dernière épouse vers 1600 Antoine de Lage, seigneur de la Palisse, dont elle n’a pas de postérité. Sa sœur, Renée de Poix, qui en hérite, épouse Pierre de Muzard et a comme filles Catherine de Muzard, dame de Forges, mariée à Charles de Montmorency, et Gabrielle de Muzard, dame de la Rochebellusson.
Forges est alors vendu au marquis de Lussac, qui le cède vers 1715 à Matthieu Pinsonneau. Ce dernier, devenu marquis du Blanc, le vend vers 1719 à la belle et sulfureuse Marie-Madeleine de La Vieuville, marquise de Parabère, fille de René-François de La Vieuville et maîtresse officielle du régent Philippe d'Orléans. Ruinée par la vie fastueuse qu’elle mène à la cour, elle est contrainte de vendre en 1738 ses terres du Blanc, dont, entre autres, celles de Forges, à Claude Dupin. Fermier général et seigneur de Chenonceaux, Claude Dupin était aussi conseiller du Roi Louis XV. Il demeurait à Paris et fut l'arrière-grand-père de George Sand. Après sa mort, Forges passe entre les mains de son petit-neveu Claude de Villeneuve, qui le vend à Léon Chézeau, paysan, qui le cède ensuite à Fernand Aubier, fondateur des Éditions Aubier-Montaigne, qui le remet en état, tel qu'on le voit aujourd'hui.
Ses héritiers, enfin, le vendent à la vicomtesse Félix de Poix, grand-mère du propriétaire actuel. Ce dernier représente ici le 13e degré de filiation depuis Jehan de ¨Poix en Berry, et le 29e depuis son ancêtre en Picardie, Gautier I Tyrel de Poix, qui accompagna Guillaume le Conquérant en Angleterre.

## Description
Cette bâtisse citée au début du XIVe siècle est l'une des mieux préservées de sa région et n'a pas subi d'aménagements ultérieurs qui auraient pu altérer sa cohérence architecturale, ce qui en fait un véritable cas d'étude. Elle est composée d'un grand logis et d'un donjon, érigés tous les deux au milieu du XVe siècle carré, flanqué aux angles de quatre tours rondes et entouré de trois côtés de murailles sur lesquelles s’appuient cinq tours percées d’archères, dont l’une constitue le colombier. Le logis est quant à lui renforcé par de puissants contreforts, et épaulé d'une tour de défense percée de canonnières. Des traces dans les murs et les charpentes permettent d'affirmer l'existence de hours au sommet des tours et du corps de logis, formant un chemin de ronde continu autour de l'édifice. Elles furent par la suite retirées et les charpentes modifiées. L'analyse dendrochronologique des bois permet de dater ces aménagements de 1446 pour le corps de logis, 1462 environ pour la tour ouest, 1464 environ pour la tour sud-ouest. L'analyse des bois issus de la modification des charpentes permet de dater la suppression des hours après 1713.
On pénètre dans l’enceinte par le sud entre deux tours, dont l'une est tronquée, reliées à la partie supérieure par un chemin de ronde surplombant un appareillage en mâchicoulis. Dans la cour intérieure se trouvent le donjon quadrilobé et, appuyé à l’enceinte côté sud, le bâtiment de garde ; à l’est, les écuries, le cellier et la chapelle castrale.
Depuis 2007, les propriétaires actuels ont aménagé une partie du château en chambres d'hôtes.
Le château de Forges est visitable lors des Journées du Patrimoine.

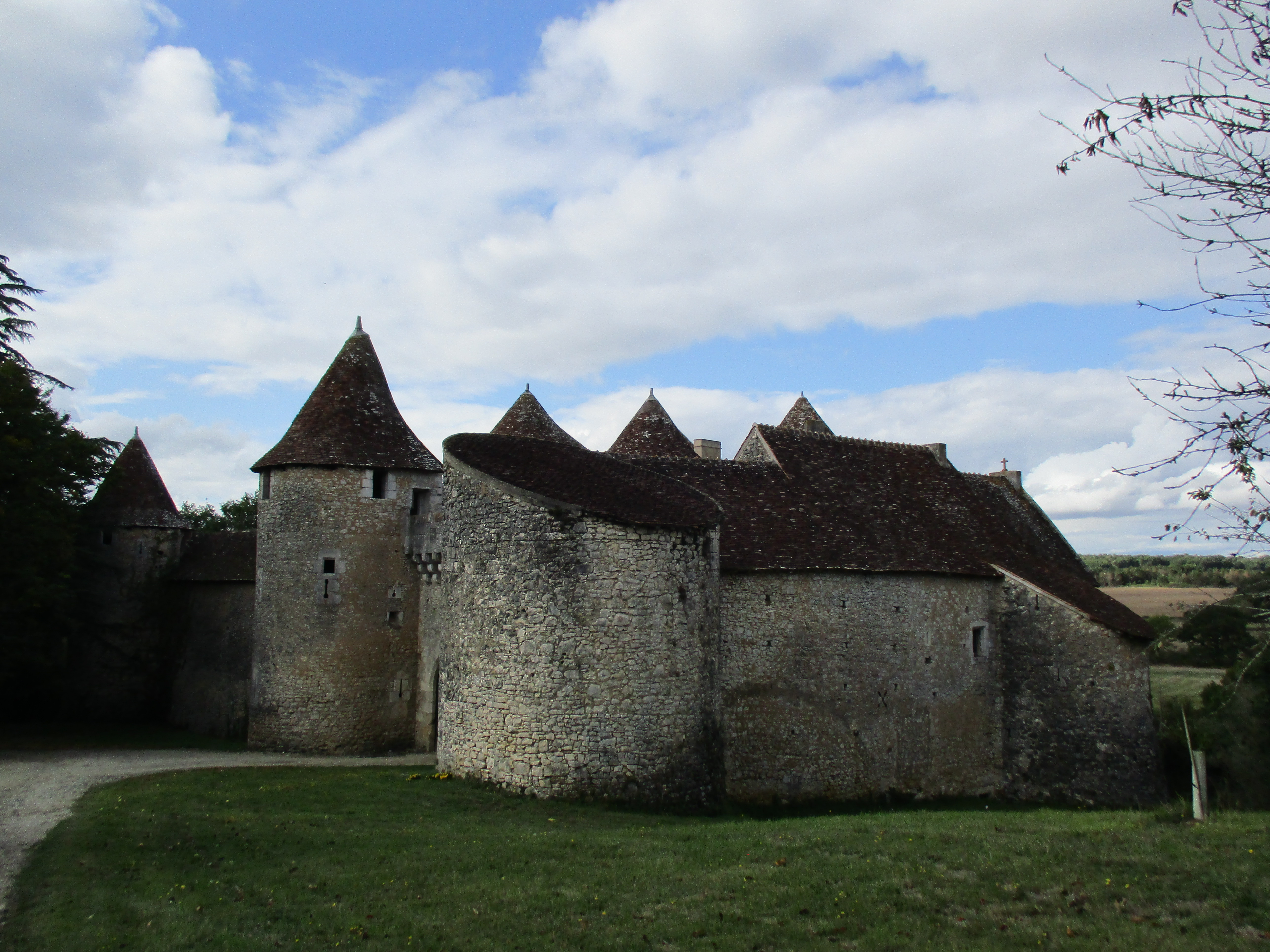
Château de Forges, vue de l'entrée, côté sud-est.
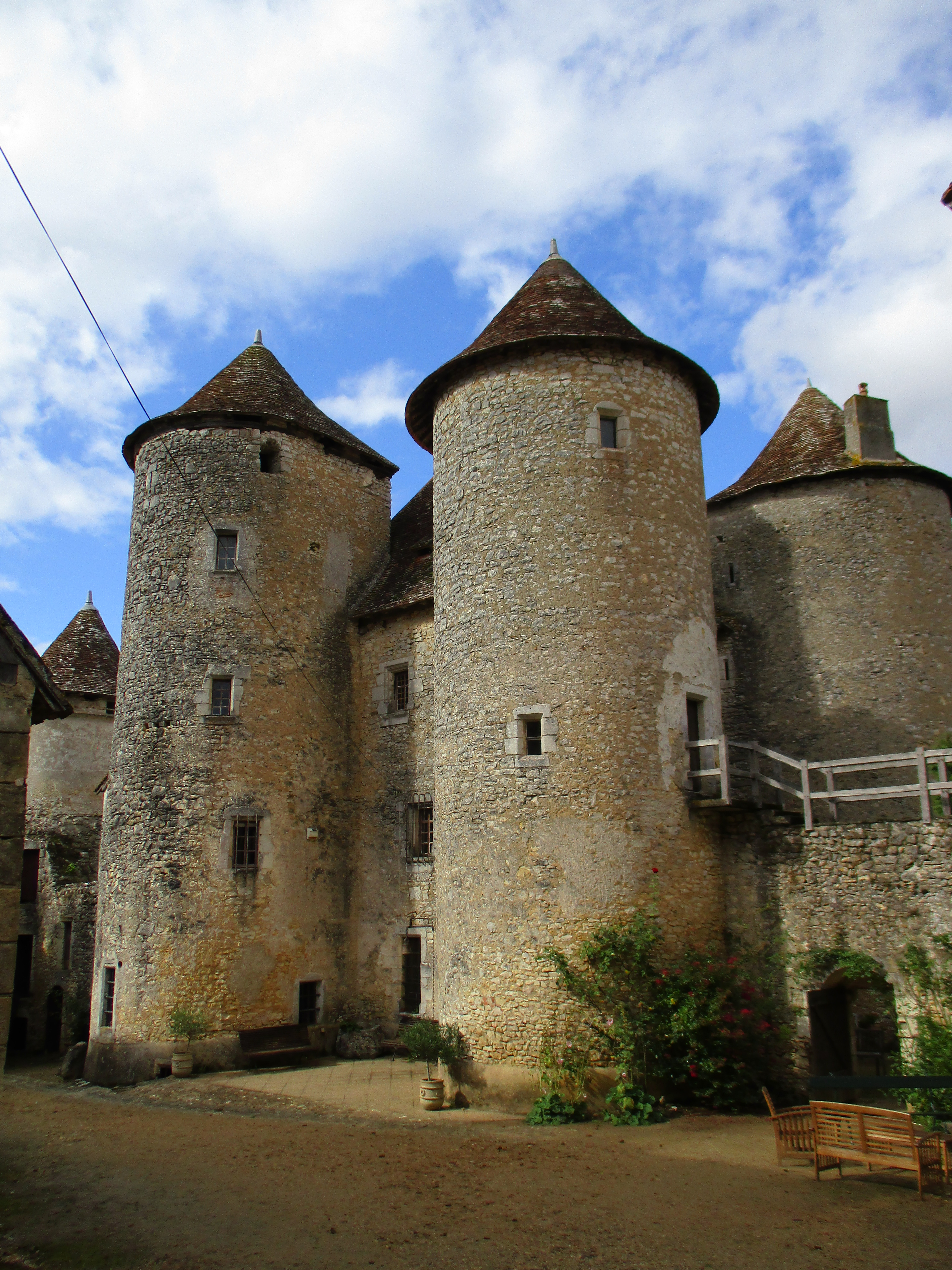
Vue intérieure du château de Forges.
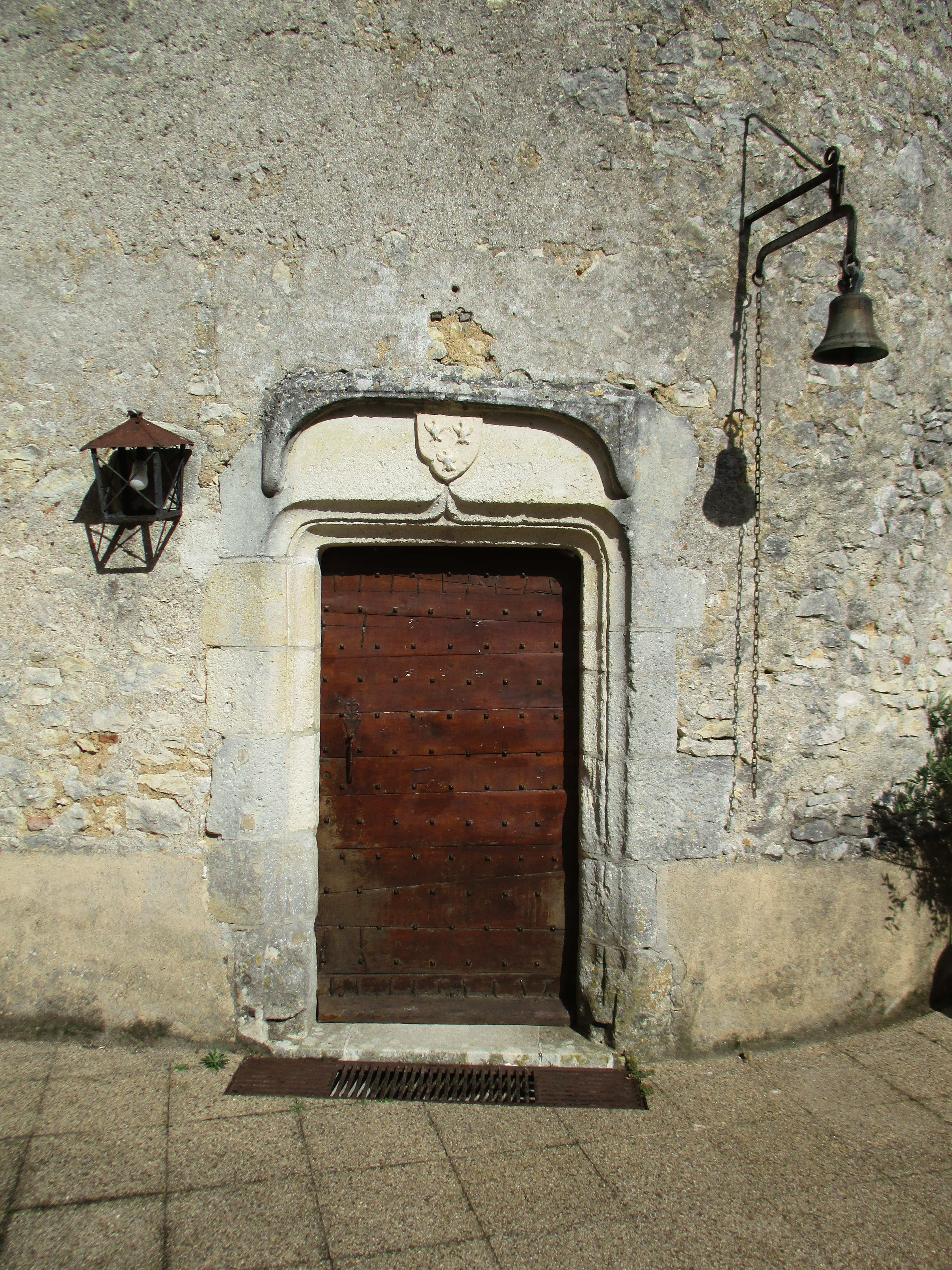
Porte d'entrée de la tour sud-est, aux armes des Poix.
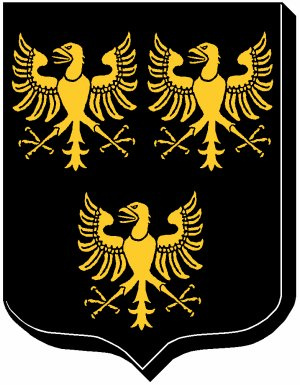
Armes des Poix, aux 3 aiglettes d'or.
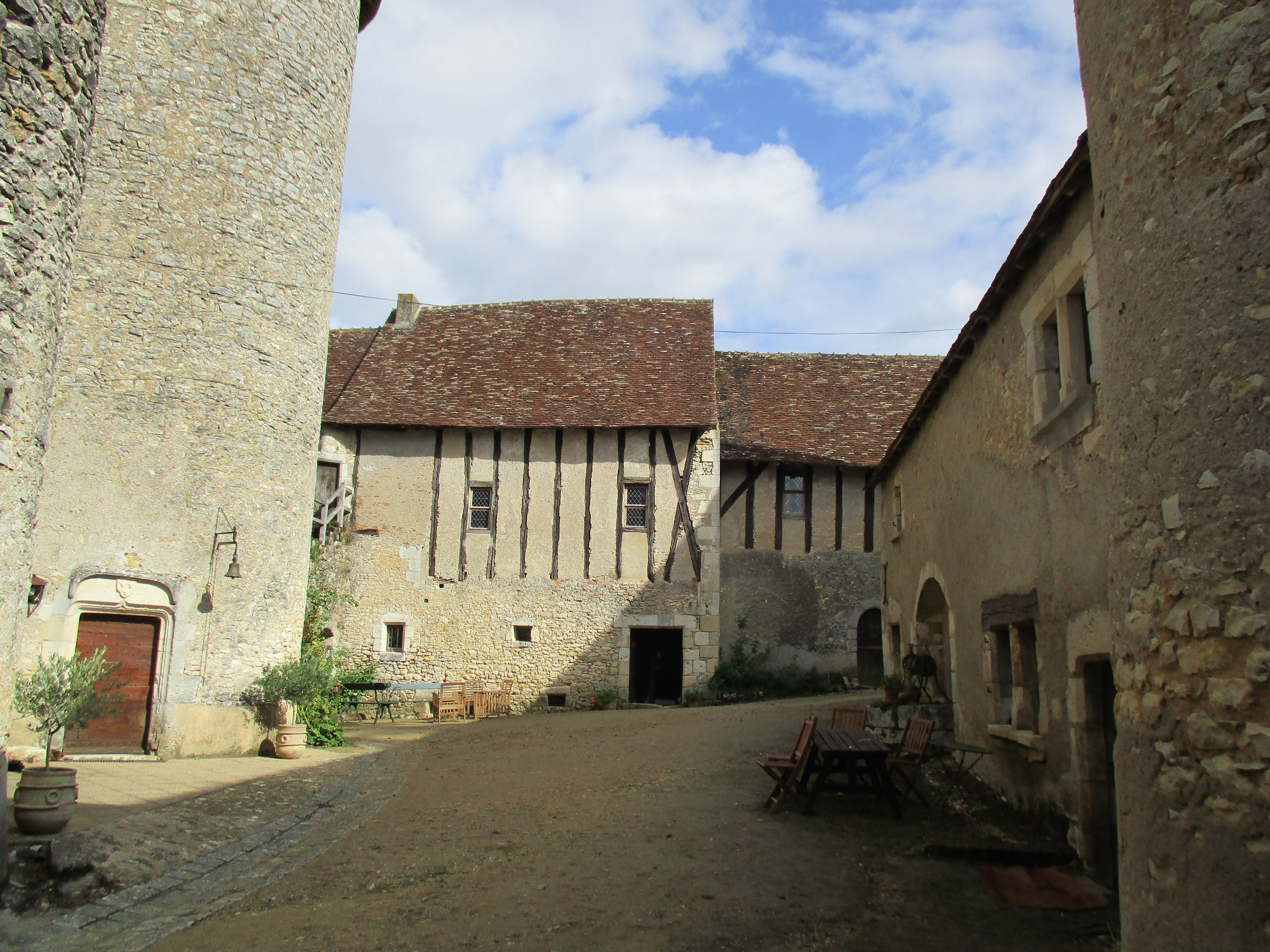
Vue intérieure du bâtiment côté est (gîte).
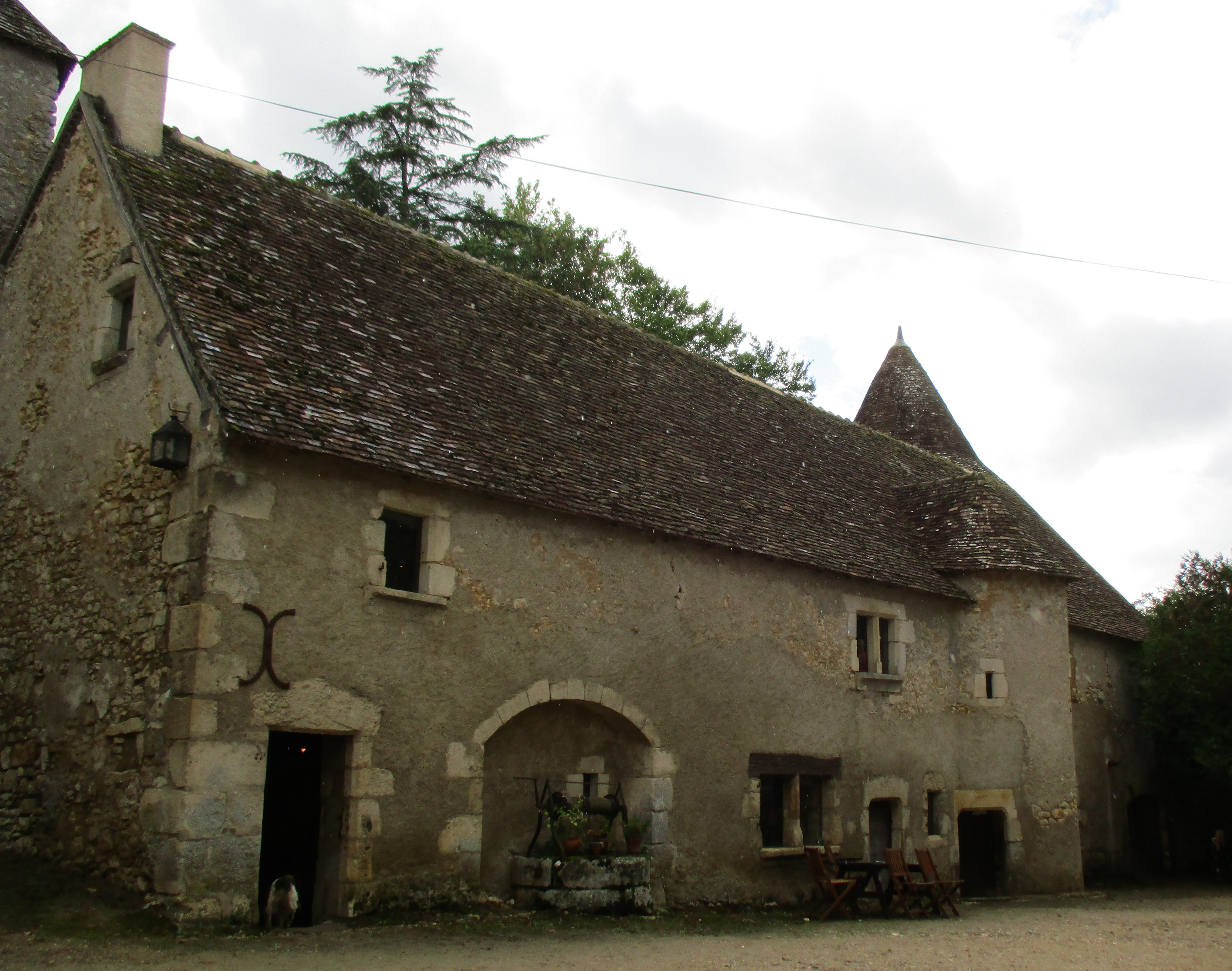
Le bâtiment côté sud et le puits.
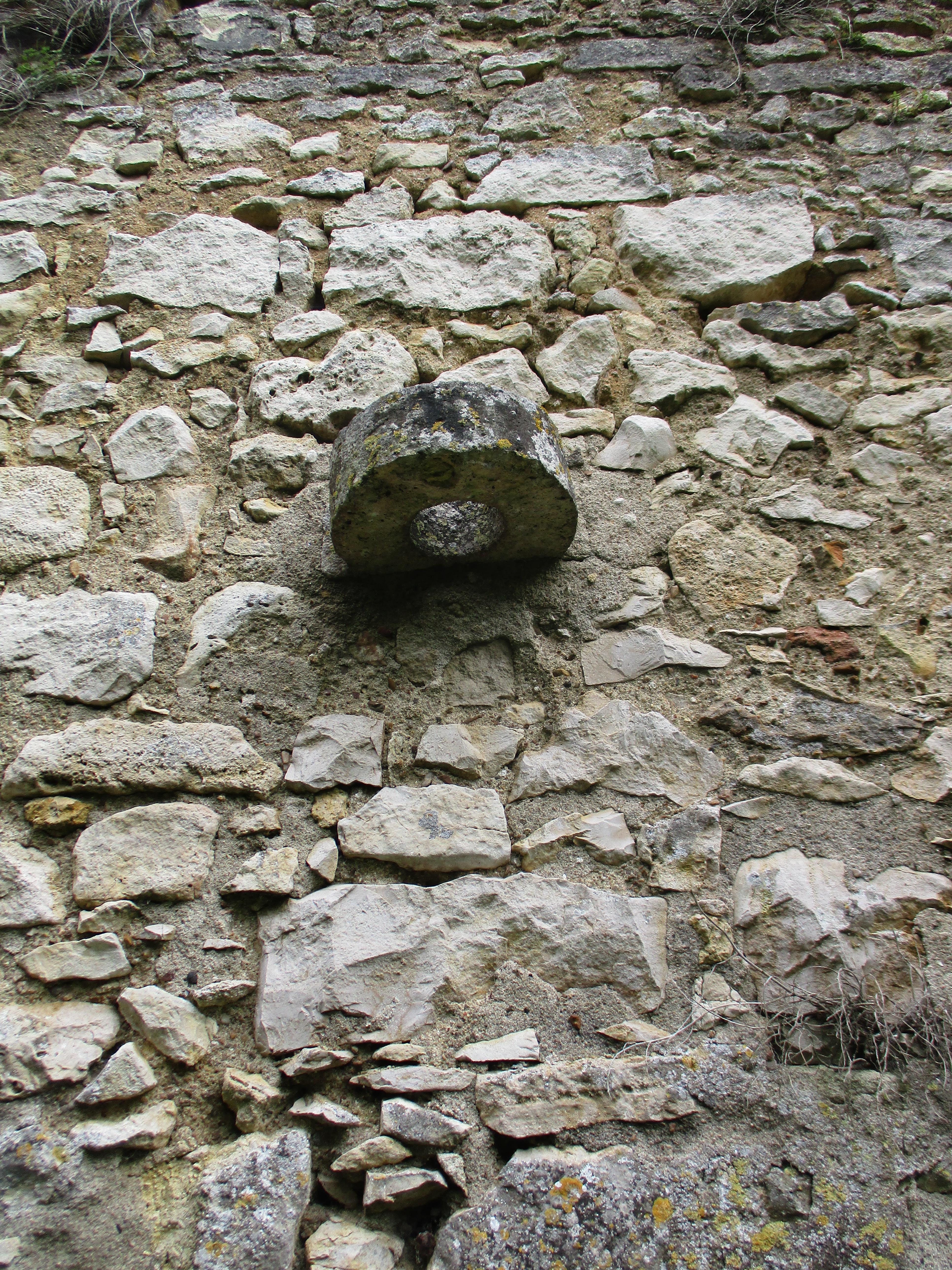
Anneau de pierre dans la muraille occidentale
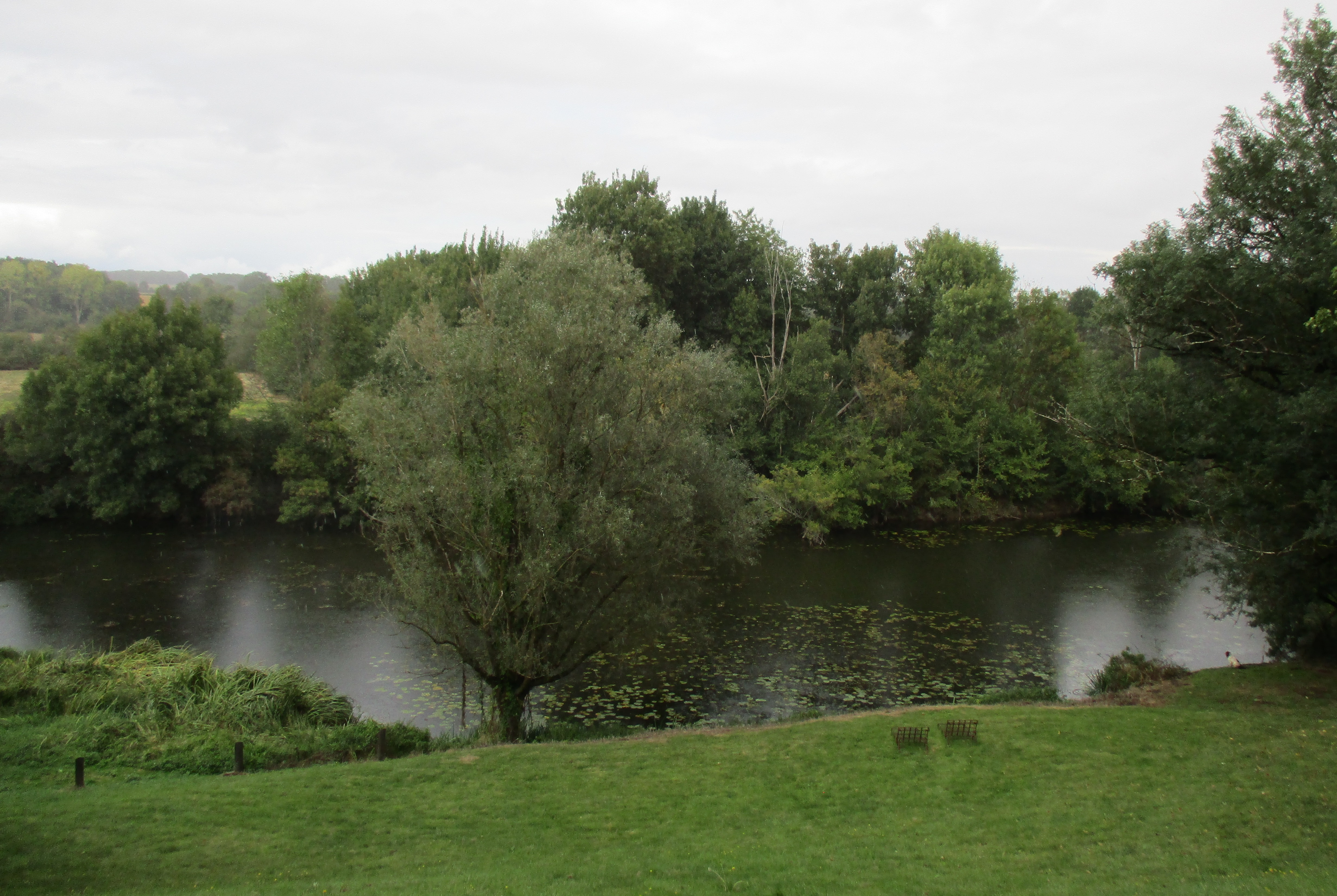
Vue de la vallée de l'Anglin, côté nord, depuis le château de Forges.